# Tony Vlastelica
Tony Vlastelica (riportato anche come Vlastelika; Aberdeen, 3 dicembre 1929 – Corvallis, 24 dicembre 2019) è stato un cestista statunitense di origine croata .
Ala di 192 cm, ha giocato nella Prima Serie - Elette italiana con Pesaro e Cantù, vincendo per due volte la classifica marcatori.

## Carriera
Nel 1955 si è laureato alla Oregon State University. Preso nel turno libero del Draft NBA 1955, nel 1955-56 è stato nella rosa dei Rochester Royals pur non esordendo nella NBA.
Soprannominato Mister Uncino, è stato per due volte il miglior marcatore della Serie A nel 1956-57 e nel 1957-58, segnando rispettivamente 546 con la maglia della Benelli Pesaro e 479 punti con l'Oransoda Cantù.
Il 7 aprile 1957, nell'incontro tra Pesaro e Cantù vinto dai padroni di casa per 85-69, ha stabilito il suo record di 55 punti in una gara.

## Statistiche
Statistiche aggiornate al 1º gennaio 2009
| Stagione        | Squadra          | Competizione | Partite | Partite | Partite | Statistiche tiro | Statistiche tiro | Statistiche tiro | Altre statistiche | Altre statistiche | Altre statistiche | Altre statistiche | Altre statistiche |
| Stagione        | Squadra          | Competizione | Pres.   | Titol.  | Minuti  | Tiri da 2        | Tiri da 3        | Liberi           | Rimb.             | Assist            | Rubate            | Stopp.            | Punti             |
| --------------- | ---------------- | ------------ | ------- | ------- | ------- | ---------------- | ---------------- | ---------------- | ----------------- | ----------------- | ----------------- | ----------------- | ----------------- |
| 1955-1956       | Rochester Royals | NBA          | 0       | 0       | 0       | 0                |                  | 0                | 0                 | 0                 | 0                 | 0                 | 0                 |
| 1956-1957       | Benelli Pesaro   | Elette       |         |         |         |                  |                  |                  |                   |                   |                   |                   | 546               |
| 1957-1958       | Oransoda Cantù   | Elette       |         |         |         |                  |                  |                  |                   |                   |                   |                   | 479               |
| Totale carriera |                  |              |         |         |         |                  |                  |                  |                   |                   |                   |                   |                   |